# Klosterbergestraße 25

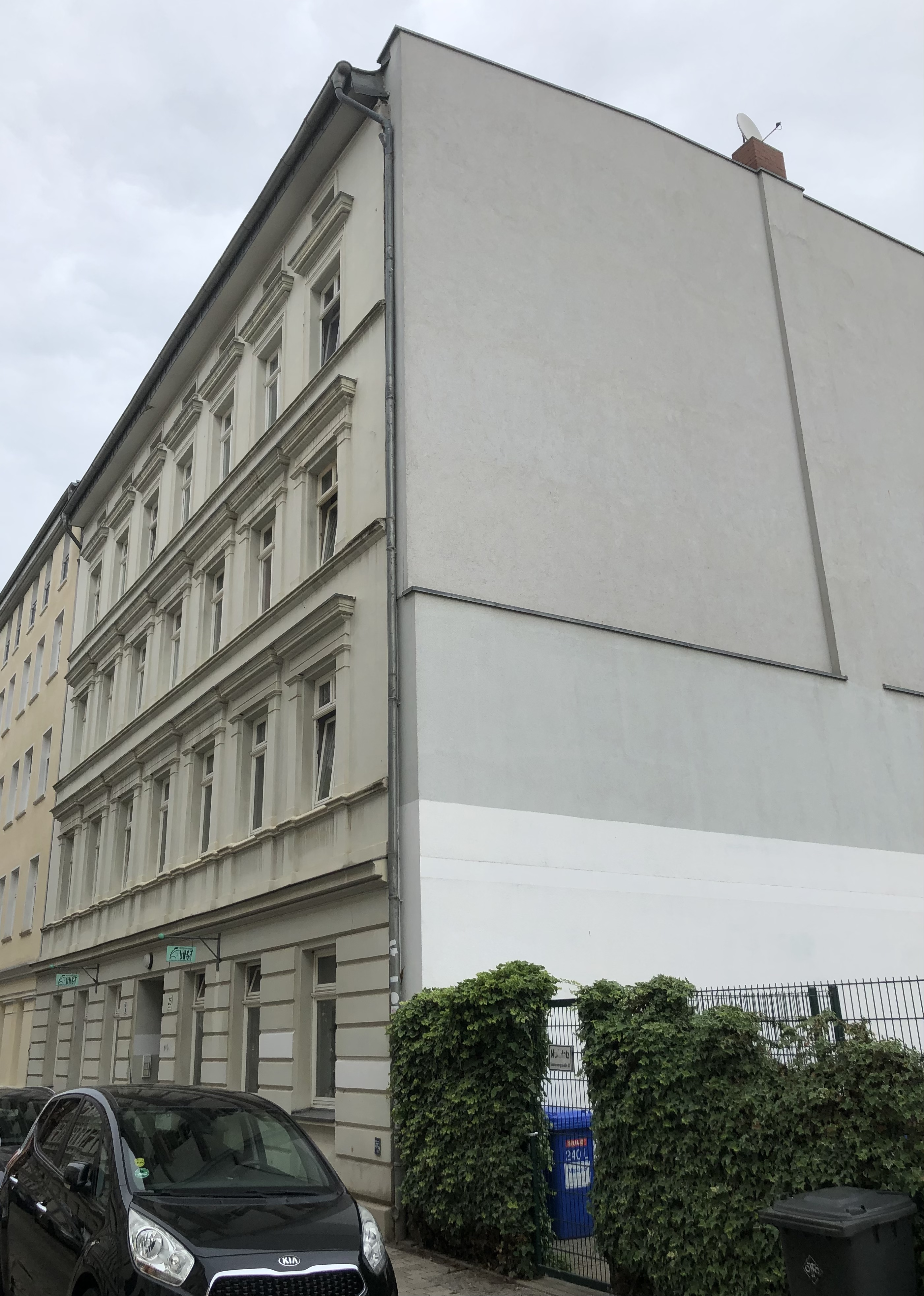
Klosterbergestraße 25 im Jahr 2021

Das Haus Klosterbergestraße 25 ist ein denkmalgeschütztes Wohnhaus in Magdeburg in Sachsen-Anhalt.

## Lage
Es befindet sich auf der Ostseite der Klosterbergestraße im Magdeburger Stadtteil Buckau. Die ursprünglich südlich anschließende, nicht denkmalgeschützte Bebauung wurde abgerissen, so dass das Haus aktuell den südlichen Abschluss seiner Straßenseite bildet. Das Gebäude gehört zum Denkmalbereich der Klosterbergestraße.

## Architektur und Geschichte
Der viergeschossige Bau wurde im Jahr 1887 für den Maurermeister W. Ziemer errichtet. Die verputzte siebenachsige Fassade ist im Stil des Spätklassizismus gestaltet. Am Erdgeschoss befinden sich Putzbandrustika. Die Fensteröffnungen in den beiden ersten Obergeschossen sind mit einer schlichten, an Ädikula erinnernde Rahmungen versehen. Das Gebäude verfügt über ein flaches Mezzaningeschoss. Hofseitig schließen sich zwei Seitenflügel an.
In den 1990er Jahren befand sich im Erdgeschoss der Sitz von Bündnis 90/Die Grünen Sachsen-Anhalt.
Im örtlichen Denkmalverzeichnis ist das Wohnhaus unter der Erfassungsnummer 094 17844 als Baudenkmal verzeichnet.
Das Haus gilt als Beispiel für den gründerzeitlichen Wohnungsbau und befindet sich gegenüber einer noch geschlossen erhaltenen Straßenzeile dieser Bauzeit. 